# 골리앗타이거피시
골리앗타이거피시(Hydrocynus goliath)는 카라신목 알레스테스과에 속하는 민물고기이다. 몸길이는 1.5m에 몸무게는 70kg 가 되며 이는 민물고기에서 매우 거대한 어종에 속한다.

## 특징과 먹이
골리앗타이거피시는 이름답게 매우 크며 육상의 포유류에 비교가 될만큼 강력하고 날카로운 이빨과 강력한 턱힘을 가진 것이 특징인 물고기이다. 꼬리지느러미의 뒷쪽에는 노란색과 붉은색이 어우러져 있으며 등지느러미나 배지느러미는 분홍색을 띄고 은빛의 비늘을 가지고 있으며 옆줄을 기준으로 몸의 상체는 갈색을 띄고 있다. 또한 청각과 후각이 매우 뛰어나며 부레의 공기에서 감지되는 진동으로 먹잇감을 찾는 것도 가능하다. 흉측한 외모 때문에 성질이 사나워 보이지만 골리앗타이거피시가 진짜로 난폭해지는 것은 먹이가 매우 부족해지는 건기일 뿐이지 평상시에는 외모와는 다르게 사람한테 온순한 편이라고 한다. 피라니아하고는 달리 큰 몸집이 있기 때문에 단독생활을 하며 나일농어와 함께 아프리카의 민물에선 최상위 포식자라고 한다. 먹이로는 강속에 사는 다른 어류를 주로 잡아먹으며 가끔은 몸집이 작은 포유류나 조류를 사냥하기도 한다. 골리앗타이거피시가 가끔씩 물속에서 작은 조류를 사냥할 때에 멋진 장관을 연출하기도 하며 반면에 나일악어나 가끔씩 바다에서 강으로 흘러들어온 황소상어 등의 다른 최상위 포식자들한텐 잡아먹히기도 한다. 골리앗타이거피시는 빛나는 것들에 관심이 많아 현지의 낚시꾼들은 반짝이는 루어를 통해 골리앗타이거피시를 잡으며 이러한 이유가 있기 때문에 귀금속이나 보석을 차고 물놀이를 하는 사람들이 골리앗타이거피시한테 공격을 당하는 일도 생긴다. 그리고 실제로 골리앗타이거피시가 사람을 먹이로 잘못 오인하여 아프리카의 한 소녀가 골리앗타이거피시한테 공격을 받고 사망했다는 언론도 있다.

## 서식지와 식용
골리앗타이거피시는 주로 중앙아프리카의 서쪽에 위치한 강이나 호수에 주로 서식하며 강에서는 물살이 강한 상류나 중류에 서식한다. 골리앗타이거피시의 유명한 서식지로는 콩고강, 잠베지강, 말라위 호수, 탕가니카 호수가 있는데 이중에서 콩고강은 골리앗타이거피시의 개체수에 80%를 이룰 정도로 많이 밀집해 있다. 아프리카의 현지에선 골리앗타이거피시를 식용으로 이용하기도 하는데 아프리카의 현지에선 골리앗타이거피시를 재료로 한 요리도 나온다고 한다. 다만 골리앗타이거피시는 이빨이 육상의 포유류에 비견이 될 정도로 날카로운만큼 살아있는 개체를 다룰 때는 주의를 요구하며 그래서 가급적 두꺼운 장갑을 끼고 손질이나 요리를 하는 것이 좋다.

## 관상어로서 주의사항
골리앗타이거피시는 관상어로서도 많이 키우며 실제로 아프리카의 사람들은 골리앗타이거피시를 어항에 키워 관상용으로 키우기도 한다. 다만 골리앗타이거피시는 크기도 매우 큰만큼 반드시 6자 이상의 어항이나 아니면 어항보다 크기가 큰 수족관에서 키우는 것이 좋으며 멋모르고 골리앗타이거피시가 들어있는 어항이나 수족관에 손을 넣었다간 골리앗타이거피시의 날카로운 이빨과 턱의 힘에 의해 손이나 팔이 절단이 될 수도 있는 불상사가 일어날 수도 있으니 골리앗타이거피시가 들어있는 어항이나 수족관엔 손이나 팔을 안넣는 것이 좋다. 또한 다른 어종과 합사를 하면 골리앗타이거피시가 다른 어종을 먹이로 인식해서 잡아먹기 때문에 다른 어종과는 합사가 불가능하다.

## 같이 보기
- 카라신목
- 알레스테스과
- 관상어